# Verden (Aller)
Verden (Aller) (in basso tedesco Veern) è una città di 27 782 abitanti della Bassa Sassonia, in Germania.
È il capoluogo, ma non il centro maggiore, del circondario omonimo. Nel 786 venne eretta a capoluogo dell'omonima diocesi; la sede episcopale fu trasferita nel 1195 ma la cattedrale rimase a Verden. La diocesi venne in seguito soppressa. Verden si fregia del titolo di "Comune indipendente" (Selbständige Gemeinde).

## Geografia fisica
Verden si trova sul fiume Aller.

## Storia

### Il massacro di Verden
Nel 782 Carlo Magno aveva inflitto una nuova sconfitta ai Sassoni nell'attuale Bassa Sassonia e ordinò l'esecuzione di 4.500 cittadini quando si rifiutarono di giurargli fedeltà e di sottomettersi alla fede cristiana. Ricerche moderne hanno posto qualche dubbio sulla veridicità di questo fatto (Alessandro Barbero, in "Carlo Magno - Un padre dell'Europa" edito da Laterza nel 2000, smentisce a pagina 50 questa ricostruzione storica dovuta alla presunta copiatura erronea da "delocare = spostare" a "decollare = decapitare". A quanto ricostruisce lo studioso è da tenere veritiera la versione "decollare", quindi effettivamente Carlo Magno fece decapitare i Sassoni che non si vollero convertire al Cristianesimo), perché ci può essere stato qualche errore in vecchi documenti, e quindi i Sassoni sarebbero stati solo mandati in esilio anziché trucidati.

### Dal XVII al XIX secolo
Nei secoli seguenti, la città crebbe di continuo, e dal IX secolo in avanti fu sede di un vescovato fino al 1648. La Riforma protestante fu introdotta a Verden nel 1568 con la conversione del vescovo, Eberhard di Holle. Verden aveva guadagnato lo status di città libera dell'Impero nel XV secolo, ma perse questo titolo alla fine della Guerra dei trent'anni, quando a seguito della pace di Vestfalia diventò un territorio svedese, sotto il nome di Principato di Verden. Il regno di Hannover si annetté Verden nel 1866, e la città diventò prussiana.

## Amministrazione

### Gemellaggi
Verden è gemellata con:
- Zielona Góra
- Formigine